# 巴托洛梅·米特雷
巴托洛梅·米特雷·马丁内斯（西班牙語：Bartolomé Mitre Martínez；1821年6月26日—1906年1月19日）是阿根廷歷史學家及軍人，1862年至1868年間任第六任阿根廷总统。

## 生平
米特雷生於布宜诺斯艾利斯，9岁隨父母遷居烏拉圭，學習文學和軍事。作为一个自由党人，他是胡安·曼努埃尔·德·罗萨斯的反对者，他担任烏拉圭、玻利维亚、秘鲁和智利的军人和报纸編輯。1851年加入胡斯托·何塞·德·乌尔基萨軍隊，1852年卡塞罗斯战役中任炮兵指揮，晉陞上校。
1852年至1862年，他站在布宜诺斯艾利斯省一邊，反對烏爾基薩領導的內地各省邦聯，先後任省內政與外交部長、軍事部長、省長，建立省武裝部隊並指揮與邦聯軍的戰爭。1860年獲少將軍銜。1861年9月击败烏爾基薩，1862年当选總統，接受邦聯體制並承認邦聯1853年頒布的憲法，促成國家的統一。
1865年至1868年間，米特雷任“三國同盟”軍隊總司令，指揮阿根廷、烏拉圭和巴西的軍隊，進行對巴拉圭的戰爭。
1868年總統任期結束，當選為參議院議員。1870年創辦《民族报》。1872年出任駐巴西大使，曾參加阿根廷與巴西邊界談判。1874年再次競選總統失敗，發動兵變，失敗被俘，被判處死刑，後得到尼古拉斯·阿韦利亚内达總統赦免。1878年後歷任眾議院及參議院議員。1906年1月18日去世，葬於雷科萊塔公墓。